# Actinostrobus
Actinostrobus è un genere di conifere appartenenti alla famiglia delle Cupressaceae (famiglia dei cipressi) che comprende tre specie tutte endemiche del sud-ovest dell'Australia occidentale.

## Tassonomia
Uno studio del 2010 su Actinostrobus e Callitris ha collocato tutte e tre le specie di Actinostrobus all'interno di un Callitris espanso basato sull'analisi di 42 caratteri morfologici e anatomici.
Il parente più prossimo di Actinostrobus è Callitris, che è molto più diffuso, presente nella maggior parte dell'Australia, e si differenzia per i suoi coni privi dei vortici basali di piccole scaglie sterili.

## Descrizione
Sono arbusti o piccoli alberelli, che raggiungono i 3-8 m di altezza. Le foglie sono sempreverdi, di due forme;  foglie giovanili aghiformi lunghe 10-20 sulle giovani piantine (ma occasionalmente anche nell'età adulta in A. acuminatus) e foglie adulte squamose, lunghe 2-8 mm con solo l'apice libero.  Le foglie sono disposte in sei file lungo i ramoscelli, in verticilli alternati di tre.
I coni maschili sono piccoli, lunghi 3-6 mm e si trovano sulla punta dei ramoscelli. I coni femminili iniziano allo stesso modo poco appariscenti, maturando in diciotto-venti mesi a 10-20 mm lunghi e larghi, da globulari a ovoidali acuti, con sei spesse scaglie legnose, disposte in due spirali di tre, e altre nove o quindici squame basali sottili e sterili. I coni rimangono chiusi sugli alberi per molti anni, aprendosi solo dopo essere stati bruciati da un incendio boschivo, in questo modo rilasciano i semi che cresceranno sul terreno bruciato appena ripulito.
Il legno di Actinostrobus è leggero, morbido e aromatico, ma le piante sono troppo piccole per un uso significativo. Occasionalmente vengono piantati come arbusti ornamentali, ma il loro uso è limitato dagli elevati rischi imposti dalla loro altissima infiammabilità negli incendi boschivi.

## Specie
| Immagine | Specie                    | Distribuzione                        |
| -------- | ------------------------- | ------------------------------------ |
|          | Actinostrobus acuminatus  | Sud-ovest dell'Australia occidentale |
|          | Actinostrobus arenarius   | Australia occidentale                |
|          | Actinostrobus pyramidalis | Sud-ovest dell'Australia occidentale |